# My Own Best Enemy
My Own Best Enemy è il settimo album del cantante statunitense Richard Marx, pubblicato nel 2004.

## Tracce
1. "Nothing Left To Say" (Marx) - 3:57
2. "When You're Gone"  (Marx) - 4:24
3. "One Thing Left"  (Marx) - 3:55
4. "Loves Goes On" (Marx) - 3:35
5. "Ready To Fly" (Marx) - 4:39
6. "Again" (Marx) - 6:17
7. "Colder" (Marx) - 3:09
8. "Everything Good" (Marx) - 3:18
9. "The Other Side" (Marx) - 4:56
10. "Someone Special" (Marx) - 4:15
11. "Suspicion" (Marx/Waybill) - 3:56
12. "Falling" (Marx) - 5:13

## Singoli
| Anno | Traccia            | US A.C. | US Adult Top 40 | Germany |
| ---- | ------------------ | ------- | --------------- | ------- |
| 2004 | "When You're Gone" | -       | 20              | -       |
| 2005 | "Ready To Fly"     | 22      | 29              | 48      |